# Nyctibora bohlsi
Nyctibora bohlsi es una especie de cucaracha del género Nyctibora, familia Ectobiidae. Fue descrita científicamente por Giglio-Tos en 1897.
Habita en Paraguay y Argentina.